# Salvation Nell (1921)
Salvation Nell is een stomme film uit 1921 van regisseur Kenneth Webb met in de hoofdrollen Pauline Starke en Joe King.
De film is gebaseerd op het gelijknamige toneelstuk van schrijver Edward Sheldon uit 1908 met Minnie Maddern Fiske in de hoofdrol. Het verhaal werd nog twee keer verfilmd. In 1915 met Beatriz Michelena en in 1931 met Helen Chandler.  
Opmerkelijk genoeg speelt acteur Matthew Betz in beide remakes uit 1921 en 1931 een rol.

## Rolverdeling
| Acteur                   | Personage      |
| ------------------------ | -------------- |
| Pauline Starke           | Nell Saunders  |
| Joe King                 | Jim Platt      |
| Gypsy O'Brien            | Myrtle Hawes   |
| Edward Langford          | Major Williams |
| Evelyn Carter Carrington | Hallelujah     |
| Charles Mcdonald         | Sid McGovern   |
| Matthew Betz             | Al McGovern    |
| Marie Haynes             | Hash House Sal |
| Arthur Earle             | Giffen         |
| William Nally            | Callahan       |
| Lawrence Johnson         | Jimmie         |